# 이스타나 누룰 이만

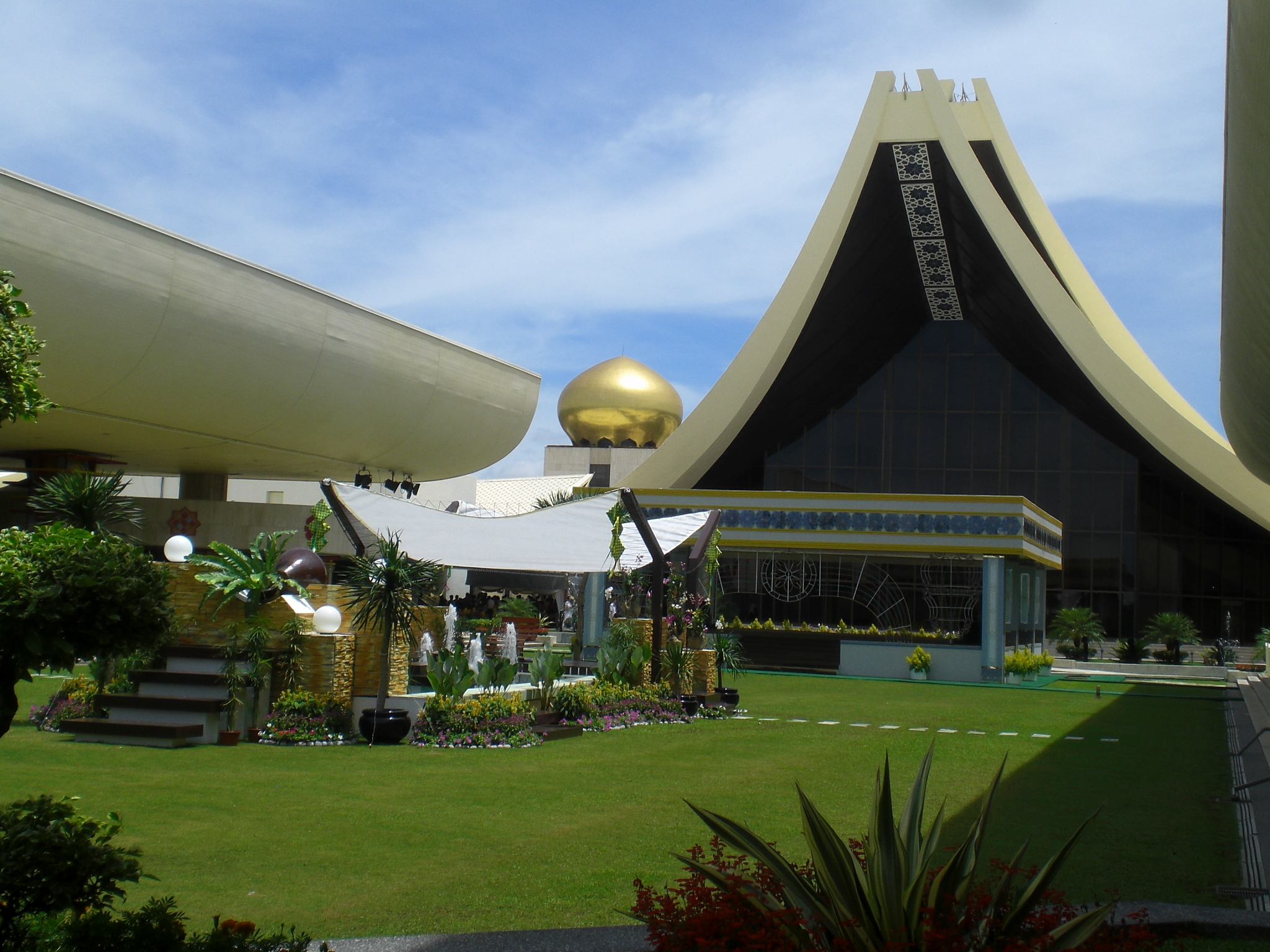

이스타나 누룰 이만(Istana Nurul Iman)은 누룰 이만 궁전으로서 브루나이에 있는 술탄의 거처이다. 궁전은 브루나이의 수도 남쪽의 강둑에 자리하고 있으며 주위는 큰 나무와 강줄기로 둘러싸여있다. 도시의 중심부와는 조금밖에 떨어져 있지 않다. 세계에서 가장 큰 궁전(거주 및 행정 목적)으로 꼽히며 어떤 종류를 막론하고 전 세계를 통틀어 가장 큰 거주지로 꼽힌다. 국영 화가였던 필리핀 사람들이 건축을 책임 지었으며 레안드로 5세와 필리핀의 아얄라 국제 그룹이 공사를 맡았다.

## 특징
궁전이 일반에 전혀 공개되지 않고 있기 때문에 상당수의 건축물 구조가 베일에 쌓여있었다. 최근 구글 어스 등의 프로그램을 통해 궁전을 찾아볼 수 있게 되면서 많은 사람들이 궁전을 위성 기술을 통해 보고 있다. 궁전 중심부에는 두 개의 큰 건물이 있고 주위에 5개의 작은 부속건물이 있다.
전체 방만 1,788여 개에 달하며 257개의 화장실/욕실이 있는 어마어마한 크기로 전체 면적은 200,000 m2에 달한다. 수영장을 비롯해 술탄이 머무는 별장, 마구간, 110대의 차를 댈 수 있는 차고, 연회장이 있다. 연회장은 4천 명 정도의 방문객을 수용할 수 있는 크기이며 인근의 모스크는 1,500명이 들어갈 수 있다. 궁전은 1984년 지어졌으며 미국 달러로 14억 달러가 투입되었다. 564개의 샹들리에와 51,000개의 전구, 44개의 화려한 계단, 18개의 엘리베이터가 있는 초호화건물이다.

## 기능
궁전은 모든 국가 상황에 쓰인다. 브루나이 정부 청사로도 쓰일 뿐 아니라 국무총리의 사무실이기도 하다. 방문객을 비롯해 국가의 주요 부처 담당실이 있으며 왕좌는 왕가의 선언 혹은 매해 생일 축하 파티 등을 위해 쓰이고 있다.

## 접근성
이슬람교의 축제를 제외하고 일 년 내내 궁전은 일반에 공개되지 않는다. 이슬람교의 축제인 하리 라야(Hari Raya) 즈음이 되면 11만 명에 달하는 방문객이 3일 만에 다녀간다. 방문 기념으로 궁전에서 간단한 음식을 제공한다.

## 세계에서 가장 큰 궁전
누룰 이만 궁전은 의심할 여지 없이 세계에서 가장 큰 거주/행정 목적으로 쓰이는 궁전이다. 세계의 어떤 궁전보다도 가장 큰 규모를 자랑한다.
기본적으로 거주 목적이기는 하지만 77,000 m²(7,750,000 평방 피트)에 달하는 크기이다. 이는 업무용으로 쓰이는 왕궁 중 단연 최대 면적이다.
버킹엄 궁전을 비롯해 유럽의 궁전이 있기 때문에 이의가 제기될 수 도 있다. 그러나 버킹엄 궁전은 마드리드의 스페인 왕궁보다 작다. 그러나 스페인 국왕은 다른 곳에서 머무는 것이 보통이며 의식 행사나 국빈이 방문했을 때만 스페인 왕궁을 사용하기 때문에 버킹엄 궁전에 행정용 궁전으로서는 가치가 떨어진다. 혹자는 스웨덴 왕궁(Stokholom Palace)이 스웨덴 군주의 핵심 건물로서 훨씬 더 중대한 가치가 있다고 주장하고 있다. 물론 이러한 논쟁은 브루나이의 누룰 이만 궁전에 대해 생각지 못한 처사이다.
훨씬 더 복잡한 문제로는 세계에서 명실상부 가장 큰 궁전이라고 하는 중국의 자금성이 있다. 그러나 자금성은 사람이 살지도 공식 업무를 보는 곳도 아니다. 사실 자금성에는 800여 개에 달하는 독립 건물로 이뤄져 있다. 그러나 앞으로 펼쳐진 거대한 궁정의 광장을 제외하면 전체 면적은 7,750,000 평방 피트에 미치지 못한다. 즉, 전체 자금성의 평방 피트 수치가 브루나이의 이스타나 누룰 이만보다 적다.

## 같이 보기
- 반다르스리브가완